# Ligne C du métro de Rome
La ligne C du métro de Rome est l'une des trois lignes actuelles du réseau métropolitain de Rome. Elle traverse l'agglomération d'Est en Ouest sur 19,5 kilomètres, mais doit, à terme, totaliser 25,6 km (dont 17,6 km en souterrain). Entièrement automatisée, elle emprunte une partie importante du tracé de l'ancienne ligne ferroviaire reliant Rome à Fiuggi.
Le matériel roulant est un métro à conduite automatique AnsaldoBreda Driverless équipé de rames fournies par le constructeur italien AnsaldoBreda.

## Historique
La construction d'une troisième ligne de métro fut débattue en 1995. Une divergence apparut au cours de l'été entre la Municipalité qui voulait un métro classique et l'Etat qui souhaitait un métro léger sans conducteur, moins coûteux. Même le Vatican se prononça en faveur de la position du gouvernement pour cette ligne nommée alors Colisée - Vatican. La RATP envoya ses spécialistes pour participer à la décision. Un recours a été déposé auprès de la Commission européenne après la parution de l'appel d'offres pour non-respect des règles environnementales. Le projet n'avance guère puisque ce n'est qu'en septembre 2000 que des consultants sont engagés par la municipalité pour conseiller dans le choix des prestataires. Un début des travaux est annoncé en 2001, mais le plan de financement n'est pas bouclé puisque la municipalité ne dispose que de 2400 milliards de £ires sur les 7200 milliards nécessaires, ce qui ne suffit alors que pour le tronçon de 8,6 km Colisée - Alessandrino.
En février 2004, le consortium Ansaldo/Alstom/CCC remet une offre spontanée pour une solution clef en main qui sera refusée. En février 2005, un appel d'offres international est lancé qui fait appel à des investisseurs privés pour réaliser le projet, divisé en deux parties, d'un coût total de 2,5 milliards d'euros. En décembre 2005, le gouvernement Berlusconi annonce qu l'État italien prendra à sa charge 70% du coût global du projet.
En février 2006, le consortium italien composé des entreprises Astaldi (34,5%), Vianini Lavori, Ansaldo Trasporti Sistemi Ferroviari (14%), Cooperativa Muratori e Braccianti di Carpi (10%) et Consorzio Cooperative Costruzioni (7%), dirigé par la société Astaldi est déclaré attributaire du marché global. Ansaldo Trasporti Sistemi Ferroviari fournira le système de contrôle automatique des trains (ATC), l'ingénierie du système et une partie des équipements d'électrification, d'une valeur totale de plus de 400 millions d'euros. Les travaux débutent en mai 2006 avec les premières fouilles archéologiques. (NDR : Rome, comme beaucoup de villes italiennes, est truffée de vestiges archéologiques de l'Empire Romain ce qui a la fâcheuse conséquence de retarder l'avancement de tous les travaux souterrains. Ceci explique aussi pourquoi le métro de Rome est creusé 3 à 4 fois plus profond que celui de Paris). La station Argentina a d'ailleurs du être supprimée à cause des importants vestiges découverts dans la zone de Torre Argentina. Les deux tunneliers n'ont été autorisés à commencer l'excavation uniquement qu'en mai 2008 coté station Giardinetti de la nouvelle ligne. Le 9 octobre 2008, sous la Piazza Venezia, les archéologues mettent au jour un Palais Impérial romain, vraisemblablement l'Athenæum d'Hadrien. Les travaux du métro sont retardés d'autant. Le 28 avril 2010, le maire de Rome dévoile les nouvelles dates d'ouverture de la ligne C du métro : 
- fin 2013 pour le tronçon "Monte Compatri-Pantano - San Giovanni",
- 2016 pour le tronçon "San Giovanni-Fori Imperiali"
- 2018 pour la totalité de la linge "Monte Compatri-Pantano-Clodio/Mazzini",

soit deux ans de retard par rapport aux objectifs d'origine.
Le 2 juillet 2011, les travaux de creusement des galeries étaient terminés, les tunneliers démontés.
Les premières rames automatiques AnsaldoBreda Driverless de la nouvelle ligne C du métro romain sont livrées en décembre 2010,. Avec les nombreuses découvertes archéologiques, les travaux ont accumulé deux ans de retard,,,.
Le premier tronçon, de Pantano à Parco di Centocelle, comprenant quinze stations, a été livré le 15 décembre 2013. L'ATAC voulant réaliser les tests de validation des rames automatiques en fonctionnement réel, le tronçon est inauguré officiellement et mis en service le 9 novembre 2014,, d'une longueur de 12,5 km.
Le 11 mai 2015, le tronçon de Mirti à Lodi est livré. Ce tronçon desservant six nouvelles stations est mis en service le 29 juin 2015 entre Parco di Centocelle et Lodi, d'une longueur de 5,4 km.
Un tronçon de 0,6 km avec une seule station San Giovanni, est inauguré le 12 mai 2018,,,, étape très importante puisqu'elle permet le raccordement de la ligne  avec la ligne . C'est la première "archéo-station" du métro de Rome : l'exposition des découvertes se caractérise par une visite des vestiges avec panneaux explicatifs et un rappel temporel des phases historiques que peuvent admirer les passagers de l'atrium jusqu'aux quais. Parmi les diverses découvertes archéologiques exposées figurent également des bijoux en or, des pièces de monnaie, des poteries et des coquillages,,.

### La suite du projet
En 2019, les travaux de construction de la section T3, longue de 3,6 km de la ligne C entre les stations Amba Aradam-Ipponio et Fori Imperiali ont débuté et doivent être achevés en 2024. Les chantiers de cette section sont réalisés avec des tunneliers de 6,70 m au lieu de ceux de 10,10 m prévus à l'origine par la technique d'excavation "Modèle Roma". Cette technique implique une excavation en profondeur, sous les couches archéologiques, sur toute la longueur du tracé, de tunnels de grande section, pour pouvoir intégrer n'importe où les quais des gares, permettant ainsi de positionner (et/ou ajouter) des gares tout le long du tunnel, en fonction des découvertes archéologiques dans le moyen sous-sol. Cette flexibilité permet également de modifier très facilement la position des descendeurs et des sorties de gare, qui doivent être creusées « à ciel ouvert » depuis le niveau de la rue et donc traverser la couche archéologique, auraient dû être repositionnées suivant l'emprise des vestiges mis au jour et leur importance,,.
Le 10 septembre 2013, un accord est intervenu entre le maire de Rome Capitale et le consortium Metro C S.p.A. titulaire du marché de travaux. Des différends avaient conduit à l'arrêt des travaux avec la révision du marché. Le contrat prévoyait des pénalités de retard pouvant aller jusqu'à sa résiliation . Au cours des recherches archéologiques effectuées en 2015, une ancienne caserne datant du IIe siècle a été découverte dans le secteur de la station Amba Aradam-Ipponio. Le nouveau projet de la station a impliqué la récupération in situ et le déplacement des vestiges qui ont dû être replacés à leur profondeur d'origine.
Le 20 décembre 2019, le Gouvernement Conte II a approuvé le projet d'extension du tronçon T3, mais limité uniquement à la réalisation des tunnels, jusqu'à Piazza Venezia afin de ne pas compromettre l'avenir de la ligne et pouvoir extraire les tunneliers une fois la station terminée. L'excavation des tunnels et leur revêtement jusqu'à la Piazza Venezia ont été achevés le 29 août 2020.
En janvier 2021, Rome Capitale a soumis le projet définitif révisé de la station Venezia au Ministère des Infrastructures et des Transports afin d'en obtenir le financement. Le même mois, à la suite de l'avis favorable des commissions parlementaires, le Gouvernement Conte II a nommé Maurizio Gentile commissaire extraordinaire pour l'achèvement de la ligne C. Cette nomination a été confirmée en avril 2021 par le Gouvernement Draghi.
En juin 2021, l'entreprise Salcef Group S.p.A. a livré le puits multifonctionnel entre San Giovanni et Amba Aradam/Ipponio, comprenant le « pôle d'échange » qui permet aux rames d'inverser leur sens de marche après San Giovanni. En août 2021, le projet de la station Venezia a été définitivement approuvé. En mars 2022, Maria Laura Conti a été nommée commissaire extraordinaire en remplacement de Maurizio Gentile.
Comme bien souvent lors de la réalisation d'ouvrages exceptionnels de génie-civil dans les centres historiques, le coût total du projet a largement dépassé les prévisions, il pourrait atteindre six milliards d'euros, financé à hauteur d'un prêt d'un milliard d'euros par la Banque Européenne d'Investissements.

## Tracé et stations

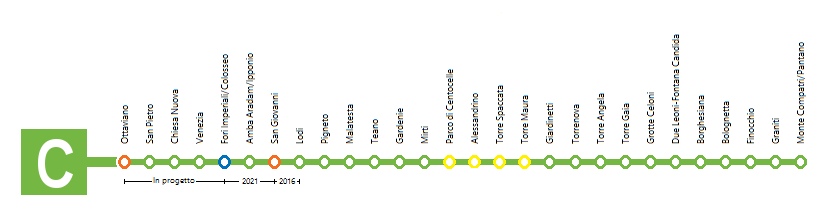
Ligne C du métro de Rome

La ligne C comprendra, à terme, 30 stations, de Clodio-Mazzini au Nord à Pantano au Sud-Est dans la commune de Monte Compatri. Plusieurs d'entre elles doivent offrir des correspondances avec la ligne , aux stations Ottaviano - San Pietro - Musei Vaticani et San Giovanni et avec la ligne , à la station Colisée.
La longueur des quais est de 110 mètres pour pouvoir accueillir les rames AnsaldoBreda Driverless de six voitures. Tous les quais des stations sont équipés de portes palières.

### Stations ouvertes en novembre 2014
- Monte Compatri - Pantano
- Graniti
- Finocchio
- Bolognetta
- Borghesiana
- Due Leoni - Fontana Candida
- Grotte Celoni
- Torre Gaia
- Torre Angela
- Torrenova
- Giardinetti
- Torre Maura
- Torre Spaccata
- Alessandrino
- Parco di Centocelle

### Stations ouvertes en juin 2015
- Mirti
- Gardenie
- Teano
- Malatesta
- Pigneto
- Lodi

### Station ouverte en mai 2018
- San Giovanni, station de correspondance avec la ligne , ouverte le 12 mai 2018[49].

### Stations prévues en 2024/2025
- Amba Aradam - Ipponio renommée Porta Metronia en 2022,
- Fori Imperiali/Colosseo

Les travaux pour la construction de ce tronçon de 3,6 km entre Amba Aradam - Ipponio et Fori Imperiali/Colisée ont commencé en mars 2013. La mise en service de cette section était prévue en novembre 2022, mais a du être repoussée à octobre 2024 en raison des découvertes archéologiques dans le sous-sol du centre de Rome.

## Extensions futures envisagées
| Tronçon                                                     | Début des travaux | Mise en service (prévision) | Longueur | Nb stations | État du projet           |
| ----------------------------------------------------------- | ----------------- | --------------------------- | -------- | ----------- | ------------------------ |
| Alba Aradam-Ipponio/Porta Metronia ↔ Fori Imperiali/Colisée | 2013              | 2024                        | 3,6 km   | 2           | en construction          |
| Fori Imperiali/Colisée ↔ Piazza Venezia                     | —                 | —                           | 0,8 km   | 1           | —                        |
| Piazza Venezia ↔ Clodio/Mazzini (tronçon T2)                | —                 | —                           | 4 km     | 4           | Lot travaux déjà financé |
| Clodio/Mazzini ↔ Farnesina (tronçon T1)                     | —                 | —                           | 2,5 km   | 2           | —                        |
| Farnesina ↔ Grottarossa (tronçon C2)                        | —                 | —                           | 7,5 km   | [ 56 ]      | —                        |

Selon le décret du Ministère des Infrastructures et de la Mobilité durable, en 2022 un financement de 1,6 milliard € ont été alloués pour la ligne C : 
- 610 millions pour le tronçon de Piazza Venezia à Fori Imperiali
- 990 millions pour le lot complet du tronçon T2[57].

## Exploitation et trafic

### Le service
La ligne est ouverte 7/7 jours. En période de pointe, les trains circulent avec un intervalle de 120 secondes. La vitesse commerciale moyenne est de 35 km/h pour une vitesse maximale entre stations de 90 km/h.
Toutes les stations sont équipées de distributeurs automatiques de billets individuels BIT (billets avec limite de temps), BIG (billets à la journée), BTI (billets touristiques valables 3 jours) et CIS (carte hebdomadaire).
Du lundi au jeudi, le service est assuré de 5h30 à 23h30 et sans interruption du vendredi 5h30 au dimanche 23h30.
Le trafic comptabilisé est passé de 500 665 voyageurs en 2014 à 18,8 millions en 2019.

## Les équipements du métro

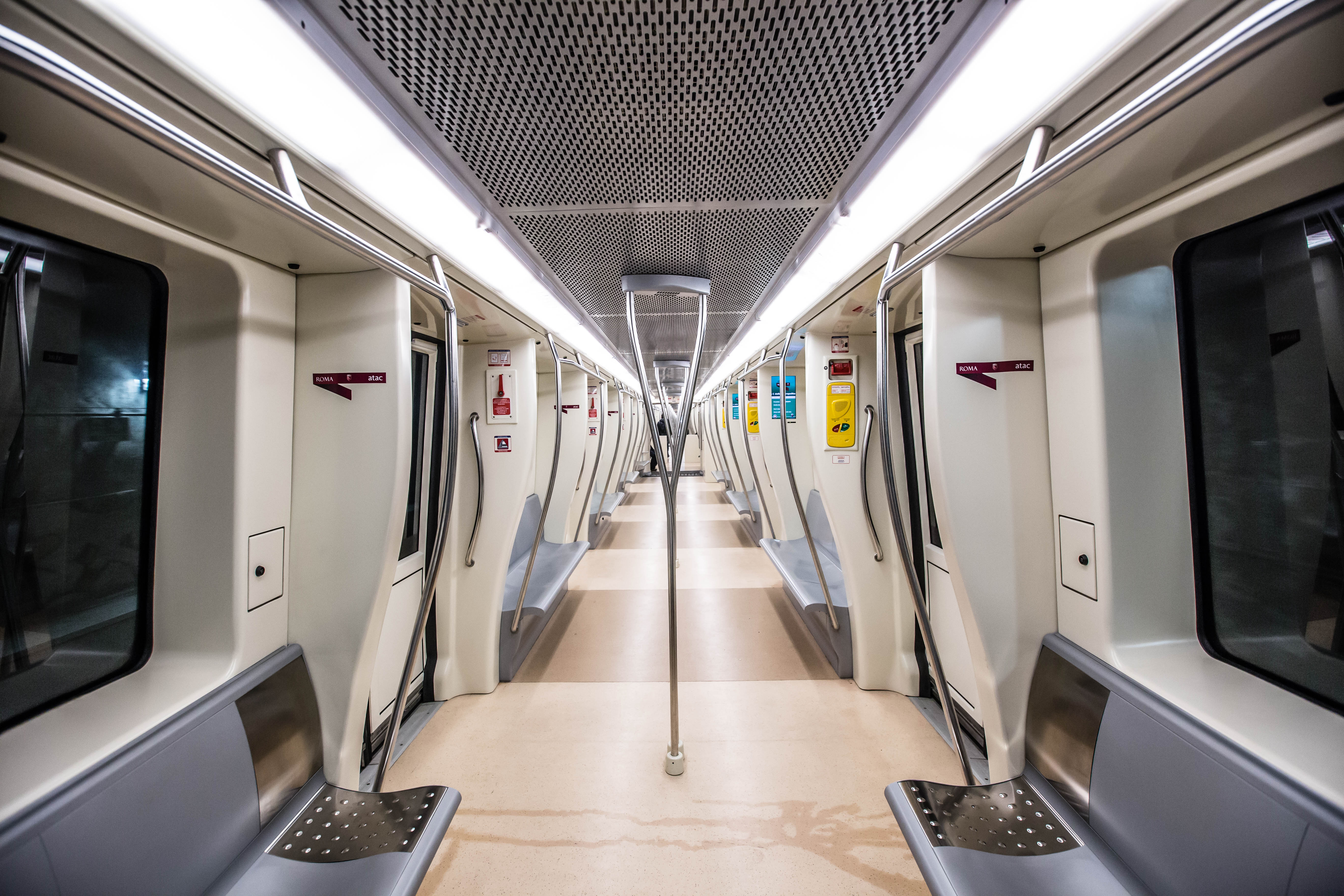
Vue de l'aménagement intérieur d'une rame AnsaldoBreda de la ligne C du métro de Rome

### Matériel roulant
Trente trains AnsaldoBreda Driverless type MCV00 de six voitures équipent la ligne. La longueur des trains est de 109,4 m, la largeur des véhicules de 2,85 m. Leur vitesse maximale est de 90 km/h. Les trains peuvent transporter jusqu'à 880 passagers avec une densité de 4 passagers par mètre carré.
Ces mêmes rames AnsaldoBreda Driverless sont en service depuis 2002 dans les lignes M1, M2, M3 et M4 du Métro de Copenhague, suivi par les Métro de Brescia, Métro de Milan lignes M4 et M5, la Ligne circulaire du métro de Taipei, d'Honolulu et Thessalonique. Le constructeur AnsaldoBreda revendique le leadership mondial des rames de métros automatiques sans conducteur.

### Alimentation électrique
L'énergie de traction est fournie par des pantographes caténaire rigide sous tension de 1 500 V CC.

## Projet de développement
Le tronçon Fori Imperiali - Clodio/Mazzini, environ 4 km avec 5 stations (Piazza Venezia, Chiesa Nuova, San Pietro, Ottaviano, Clodio/Mazzini) est envisagé. En 2011 les entreprises membres du consortium ont soumis une proposition de financement à la Métropole Romaine pour la construction de la ligne C de Piazza Venezia à Farnesina, soit environ 6;5 km et sept stations.

### Stations prévues ultérieurement
- Venezia
- Chiesa Nuova
- San Pietro
- Ottaviano - San Pietro - Musei Vaticani
- Clodio/Mazzini

### Projets de stations
- Auditorium
- Farnesina
- Giochi Istmici
- Giochi Delfici
- Parco di Veio
- Villa San Pietro
- Tomba di Nerone
- Grottarossa
- S. Andrea Ospedale